# Bogusławów
Bogusławów – wieś w Polsce położona w województwie łódzkim, w powiecie radomszczańskim, w gminie Wielgomłyny. Miejscowość wchodzi w skład sołectwa Myśliwczów.
W latach 1975–1998 miejscowość administracyjnie należała do województwa piotrkowskiego.